# Чащин, Сергей Петрович
Сергей Петрович Чащин (1931—2008) — советский передовик производства, бригадир проходчиков Глубочанского шахтостроительного управления треста «Свинецшахтострой» Министерства цветной металлургии Казахской ССР. Герой Социалистического Труда (1977).

## Биография
Родился 10 октября 1931 года в городе Ялуторовск, Тюменского округа Уральской области.
С 1944 года, в тринадцать лет в период Великой Отечественной войны остался сиротой и начал свою трудовую деятельность пастухом, с 1944 по 1949 годы ходил за стадом. 
До 1952 года служил в рядах Советской армии на Кольском полуострове. С 1952 года после демобилизации из рядов Советской армии в звании старшина устроился на работу — монтажником в районный промышленный комбинат, работал на  железной дороге и учился на кондуктора. Позже переехал с семьёй в Кемеровскую область, работал проходчиком в бригаде проходчиков, руководил комсомольско-молодёжной бригадой на руднике Шалым.
С 1965 года переехал с семьёй в посёлок Белоусовка Глубоковского района Восточно-Казахстанской области Казахской ССР, где стал работать проходчиком Глубочанского шахтостроительного управления треста «Свинецшахтострой» Министерства цветной металлургии Казахской ССР. С 1969 года за отличную работу и передовые позиции был назначен — бригадиром проходчиков этого треста. 
30 марта 1971 года  Указом Президиума Верховного Совета СССР «за высокие производственные достижения по итогам восьмой пятилетки (1966—1970)» Сергей Петрович Чащин был награждён Орденом Знак Почёта.
15 февраля 1974 года  Указом Президиума Верховного Совета СССР «за высокие производственные достижения по итогам 1974 года девятой пятилетки» Сергей Петрович Чащин был награждён Орденом Ленина.
12 мая 1977 года Указом Президиума Верховного Совета СССР «за выдающиеся успехи в выполнении на 1976 года социалистических обязательств по увеличению выпуска и улучшению качества продукции, повышению производительности труда» Сергей Петрович Чащин был удостоен звания Героя Социалистического Труда с вручением Ордена Ленина и золотой медали «Серп и Молот».
В 1977 году С. П. Чашин получил среднее образование окончив Белоусовскую поселковую школу рабочей молодёжи. С 1977 по 1982 годы работал проходчиком 6-го разряда участка №2 Глубочанского шахтостроительного управления треста «Свинецшахтострой» Министерства цветной металлургии Казахской ССР. 
С  1982 года вышел на заслуженный отдых, с 1985 года жил в городе Светлый Калининградской области. 
Скончался 15 февраля 2008 года в городе Светлый Калининградской области. 

## Награды
- Медаль «Серп и Молот» (12.05.1977)
- Орден Ленина (15.02.1974; 12.05.1977)
- Орден «Знак Почёта» (30.03.1971)